# Manasses (mąż Judyty)
Manasses – postać biblijna. Pochodził z pokolenia Symeona. Był mężem bohaterskiej Judyty. Jak wiadomo z Księgi Judyty, zmarł podczas żniw jęczmienia z powodu porażenia słonecznego (por. Jdt 8,2-8), zostawiając żonie spory dobytek.